# Niabouri (departament)
Niambouri és un departament de la província de Sissili, a la regió Centre-Oest, a Burkina Faso. L'1 de juliol de 2018 tenia una població estimada de 30.444 habitants.
Està situat al nord de la frontera amb Costa d'Ivori i al sud-est de la capital del país, Ouagadougou.